# Hypolimnas poggii
Hypolimnas poggii är en fjärilsart som beskrevs av Herman Dewitz 1879. Hypolimnas poggii ingår i släktet Hypolimnas och familjen praktfjärilar. Inga underarter finns listade i Catalogue of Life.